# ألبانيل (كيبك)
ألبانيل (بالإنجليزية: Albanel, Quebec)‏ هي بلدية محلية في كيبيك تقع في كندا في بلدية مقاطعة ماريا تشابديلين الإقليمية.  يقدّر عدد سكانها بـ 2,293 نسمة ومساحتها 203.10 كم2 .

## المناخ
يظهر الجدول التالي التغييرات المناخية على مدار السنة لألبانيل:
| البيانات المناخية لـألبانيل       | البيانات المناخية لـألبانيل | البيانات المناخية لـألبانيل | البيانات المناخية لـألبانيل | البيانات المناخية لـألبانيل | البيانات المناخية لـألبانيل | البيانات المناخية لـألبانيل | البيانات المناخية لـألبانيل | البيانات المناخية لـألبانيل | البيانات المناخية لـألبانيل | البيانات المناخية لـألبانيل | البيانات المناخية لـألبانيل | البيانات المناخية لـألبانيل | البيانات المناخية لـألبانيل |
| الشهر                             | يناير                       | فبراير                      | مارس                        | أبريل                       | مايو                        | يونيو                       | يوليو                       | أغسطس                       | سبتمبر                      | أكتوبر                      | نوفمبر                      | ديسمبر                      | المعدل السنوي               |
| --------------------------------- | --------------------------- | --------------------------- | --------------------------- | --------------------------- | --------------------------- | --------------------------- | --------------------------- | --------------------------- | --------------------------- | --------------------------- | --------------------------- | --------------------------- | --------------------------- |
| الدرجة القصوى °م (°ف)             | 9.4 (48.9)                  | 7.8 (46.0)                  | 16.5 (61.7)                 | 28 (82)                     | 32.8 (91.0)                 | 35.6 (96.1)                 | 35.6 (96.1)                 | 36.1 (97.0)                 | 32.8 (91.0)                 | 28.3 (82.9)                 | 19.4 (66.9)                 | 10.4 (50.7)                 | 36.1 (97.0)                 |
| متوسط درجة الحرارة الكبرى °م (°ف) | −11.8 (10.8)                | −9 (16)                     | −2 (28)                     | 6.9 (44.4)                  | 16.2 (61.2)                 | 21.6 (70.9)                 | 24.1 (75.4)                 | 22.4 (72.3)                 | 16.3 (61.3)                 | 8.8 (47.8)                  | 0.6 (33.1)                  | −8.7 (16.3)                 | 7.1 (44.8)                  |
| متوسط درجة الحرارة الصغرى °م (°ف) | −22.8 (−9.0)                | −20.5 (−4.9)                | −13.6 (7.5)                 | −3.5 (25.7)                 | 3.7 (38.7)                  | 8.9 (48.0)                  | 11.7 (53.1)                 | 10.5 (50.9)                 | 5.5 (41.9)                  | 0.2 (32.4)                  | −6.8 (19.8)                 | −18.6 (−1.5)                | −3.8 (25.2)                 |
| أدنى درجة حرارة °م (°ف)           | −45 (−49)                   | −43.3 (−45.9)               | −37.2 (−35.0)               | −25.6 (−14.1)               | −11.7 (10.9)                | −5.5 (22.1)                 | 1.1 (34.0)                  | −1.1 (30.0)                 | −6.7 (19.9)                 | −13.3 (8.1)                 | −30 (−22)                   | −43.3 (−45.9)               | −45 (−49)                   |
| الهطول مم (إنش)                   | 61.7 (2.43)                 | 47 (1.9)                    | 51.5 (2.03)                 | 59.8 (2.35)                 | 87.5 (3.44)                 | 80.9 (3.19)                 | 108.6 (4.28)                | 96.9 (3.81)                 | 89.9 (3.54)                 | 67.5 (2.66)                 | 63.3 (2.49)                 | 72.4 (2.85)                 | 886.7 (34.91)               |
| المصدر: Environment Canada        |                             |                             |                             |                             |                             |                             |                             |                             |                             |                             |                             |                             |                             |